# Haapajärvi (sjö i Finland, Kymmenedalen)
Haapajärvi är en sjö i Finland. Den ligger i kommunen Kouvola i landskapet Kymmenedalen, i den södra delen av landet, 140 km nordost om huvudstaden Helsingfors. Haapajärvi ligger 51,9 meter över havet. Arean är 1,45 kvadratkilometer och strandlinjen är 8,5 kilometer lång. Sjön  ingår i Vehkajokis huvudavrinningsområde.   I omgivningarna runt Haapajärvi växer i huvudsak barrskog.
I övrigt finns följande vid Haapajärvi:
- Särkilampi (en sjö)